# Курвиц, Роберт
Ро́берт Ку́рвиц (эст. Robert Kurvits, англ. Robert Kurvitz; род. 8 октября 1984, Таллин, ЭССР, СССР) — эстонский писатель, музыкант и геймдизайнер.

## Ранние годы и музыкальная карьера
Роберт Курвиц родился в семье художников Рауля Курвица и Лилиан Мосолайнен. В 2001 году он стал лидером и солистом прогрессивной рок-группы Ultramelanhool, вдохновленный эстонскими группами Metro Luminal и Vennaskond. На сегодняшний день они выпустили два альбома, Must apelsin и Materjal, в 2004 и 2008 годах соответственно. Песня Talvehommik из первого альбома была представлена в телесериале Ühikarotid.
Группа не смогла найти эстонский лейбл звукозаписи для своего второго альбома. Он был выпущен самостоятельно на деньги друга Роберта, редактором и соавтором Мартином Луигой, и выпущен бесплатно в интернете. Третий альбом, Fantastika, был анонсирован в мае 2011 года, но так и не вышел. В 2011 году Курвиц участвовал в создании альбома своего отца Forbidden to Sing, предоставляя бэк-вокал и клавишные.

## Писательство
Курвиц в своих произведениях в значительной степени опирается на традиции построения мира из Dungeons & Dragons.
В 2013 году Роберт опубликовал роман «Священный и ужасный аромат» (эст. Püha ja öudne lõhn). Действие происходит в вымышленном мире, где трое мужчин спустя двадцать лет после таинственного исчезновения своих одноклассников всё ещё полны решимости найти их. Книга получила в основном положительные отзывы, а литературовед Джоанна Росс выделила её как одну из немногих книг, успешно соединяющих научную фантастику и «литературу в целом». Несмотря на это, она с треском провалилась и продалась тиражом порядка 1000 копий. Курвиц впал в глубокую депрессию и начал пить. Позже в том же году Курвиц ушёл с поста редактора эстонского журнала Sirp о культуре.
В 2016 году Курвиц основал студию по разработке видеоигр ZA/UM, ранее культурная и общественная группировка. Его первая игра, Disco Elysium, была выпущена 15 октября 2019 года, а Роберт выступил в качестве ведущего сценариста и геймдизайнера. Игра, действие которой происходит в мире «Священного и ужасного аромата», получила всеобщее признание, а её повествовательная и разговорная система получила наибольшее внимание.
В 2021 году Роберт Курвиц был уволен из своей же компании акционером Маргусом Линномяе, который решил продать свою долю в компании Ильмару Компусту, провернув мошенническую схему.